# Acmaeodera alicia
Acmaeodera alicia  (лат.) — вид жуков-златок рода Acmaeodera из подсемейства Polycestinae (Acmaeoderini). Распространён в Новом Свете (США). Кормовым растением имаго являются Baileya pleniradiata, Cercidium floridum, Larrea tridentata, Sesbania exaltata, а у личинок — Acacia willardiana (Westcott, et al. 1979:171).
Вид был впервые описан в 1899 году биологом Генри Клинтоном Фоллом (Henry Clinton Fall).